# Peter Lange von Burgenkron
Peter Traugott Lange von Burgenkron (* 1 ianuarie 1797 - † 28 aprilie 1875) a fost întemeietorul (1835) și directorul (între 1837 și 1867) primei case de economii din Transilvania (numită  „Casa generală de economii”), aflată la Brașov.  
A absolvit gimnaziul la Cluj, după care a început în 1819 